# Inverness (Mississippi)
Inverness é uma cidade  localizada no estado americano de Mississippi, no Condado de Sunflower.

## Demografia
Segundo o censo americano de 2000, a sua população era de 1153 habitantes.
Em 2006, foi estimada uma população de 1048, um decréscimo de 105 (-9.1%).

## Geografia
De acordo com o United States Census Bureau tem uma área de
3,7 km², dos quais 3,7 km² cobertos por terra e 0,0 km² cobertos por água. Inverness localiza-se a aproximadamente 35 m acima do nível do mar.

## Localidades na vizinhança
O diagrama seguinte representa as localidades num raio de 24 km ao redor de Inverness.